# Bodenkaskoversicherung
Die Bodenkasko-Versicherung ist eine Kaskoversicherung. Versichert sind Aufwendungen zur Beseitigung von Bodenkontaminationen auf dem Betriebsgrundstück des Versicherungsnehmers. Sie ist damit eine Erweiterung der Umwelthaftpflichtversicherung für gewerbliche Betriebe (z. B. Maschinenfabriken, landwirtschaftliche Betriebe etc.).

## Was ist versichert?
Versichert sind Aufwendungen zur Beseitigung von Bodenkontaminationen auf dem Betriebsgrundstück des Versicherungsnehmers. Die Kontamination muss durch eine plötzliche und unfallartige Störung im Betrieb des Versicherungsnehmers (Störfall) eingetreten sein, und es müssen behördliche Anordnungen zur Beseitigung bzw. die Voraussetzungen dafür vorliegen.

### Welche Aufwendungen sind versichert?
1. Gutachterkosten
2. Sanierungs- oder Sicherungsmaßnahmen
3. Wiederauffüllung des Betriebsgrundstückes
4. Kosten für die Abwendung oder Minderung einer sonst unvermeidbaren Bodenkontamination

### Wann ist der Versicherungsfall eingetreten?
Versicherungsfall ist die nachprüfbare, erste Feststellung einer Bodenkontamination des versicherten Betriebsgrundstückes.

## Besonderheiten
Die Bodenkaskoversicherung ist eine Sachversicherung, da ausschließlich Aufwendungen des Versicherungsnehmers die im Zusammenhang mit der Kontamination der eigenen Betriebsgrundstücke stehen, versichert sind.
Der Abschluss einer Bodenkaskoversicherung ist nur möglich, wenn auch eine Umwelthaftpflicht-Versicherung besteht oder gleichzeitig abgeschlossen wird, da eine Kontamination des eigenen Betriebsgrundstückes auch einen Drittschaden auslösen kann.
Vor dem Abschluss einer Bodenkaskoversicherung ist eine Betriebsbesichtigung durch einen Umweltsachverständigen erforderlich.
Die Höhe der Versicherungssumme, des Beitrages sowie die Vereinbarung von Selbstbehalten erfolgt einzelfallbezogen.

### Besonderheiten in der Landwirtschaft
Für landwirtschaftliche Risiken ist keine Betriebsbesichtigung erforderlich, da die Stofflichkeiten hier eingegrenzt sind.
Versichert sind die Aufwendungen für die Beseitigung von Bodenkontaminationen auf den Hofstellen und Ländereien.
Der Versicherungsschutz beinhaltet auch die Wiederherstellung der Bodenbefestigung.